# グリーソン分類
グリーソン分類（グリーソンぶんるい、英: Gleason grading system）とは、前立腺癌の病理組織学的分類として、1966年に米国のDonald F. Gleasonが最初に提唱した階層化（grading）の方法である。グリソン分類とも呼ばれる。

## 分類方法

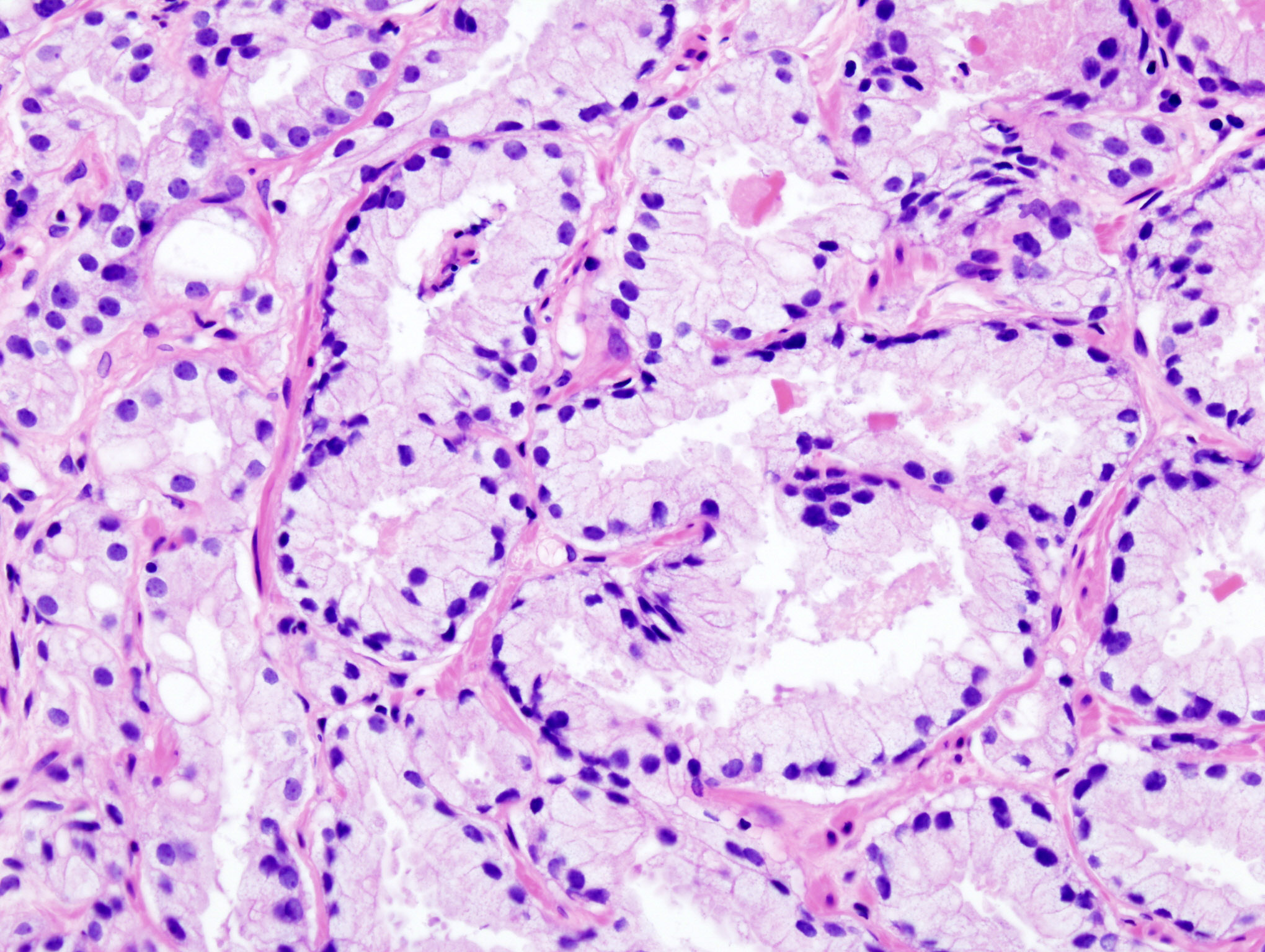
Gleason pattern 3

前立腺に発生する悪性腫瘍のほとんどは腺癌（adenocarcinoma）であり、前立腺固有の腺房細胞由来であるためWHO分類ではacinar adenocarcinomaと記載されている。通常、日本においては、腺癌の病理組織学的分類として癌細胞の分化の程度に応じて高分化腺癌、中分化腺癌、低分化腺癌に分ける方法が採用されてきた。グリーソン分類では腫瘍細胞の分化度、細胞異型を考慮せず、浸潤パターンや構造異型のみに着目して前立腺癌の形態をパターン1-5の5段階に階層化する。
さらに画期的なことは、前立腺癌の組織像の多様性を考慮して量的に最も優位なパターンとそれより劣勢なパターンの数の合計をグリーソンスコア（グリソンスコア、Gleason score, Gleason sum）として表現する方法を導入したことである。例えば
```
Gleason score 4+3=7
```

と表記した場合、pattern 4が優勢型、pattern 3が従属型となり、中分化腺癌の場合にもっともよく認められるスコアである。パターンは1から5まであるため、グリーソンスコアは1+1=2から5+5=10までの9段階となるが、針生検による診断ではほとんどの腺癌がGleason score 5-10の中に収まる（何故なら面積の小さい針生検標本で、構造異型の小さい高分化な腺癌を、過形成にとどまっている前立腺腺房と、HE染色のみで鑑別することは殆ど不可能だからである）。
現在、日本では従来の分化度による分類とグリーソンスコアを併用して病理診断がなされている。しかし、前立腺癌に関するWHOのConsensus conferenceでもグリーソン分類の使用が推奨されるようになり、世界的な潮流にならって主要な診断基準になりつつある。
International Society of Urological Pathology (ISUP, 2005)コンセンサス会議の推奨事項
- パターンの決定には低倍率（4倍ないし10倍）の対物レンズを用いる。
- Gleason スコアとは最も多いパターン(第一パターン）とついで多く見られるパターン（第二パターン）の和である。
- 放射線や内分泌療法による影響を受けた癌は原則として評価しない。
- 各パターンの定義

1. Gleason pattern 1 均一で独立した中型腺管が密在し、明瞭な結節を作る。
2. Gleason pattern 2 上記と同様の結節が認められるが、部分的な最小限の浸潤傾向、やや低い腺管密在性、軽度の大小不同が見られる。
3. Gleason pattern 3 明瞭な管腔を有する独立腺管よりなる。pattern 1,2と異なり既存の非腫瘍性腺管の間に浸潤する。腺管は概して小型であるが中型～大型のこともありうる。篩状腺管は小型で境界が完全に平滑なものが含まれるが、ごく稀である。
4. Gleason pattern 4 癒合腺管、篩状腺管、hypernehromatoid、不明瞭な腺管形成を示すもの
5. Gleason pattern 5 充実性、索状、孤在性、面疱状壊死

- 特殊構造の扱い：空胞、粘液性線維増殖は除外し、腺管のパターンで評価する。
- 特殊型前立腺癌の扱い：導管腺癌はGleason 4+4=8とする。粘液腺癌は腺管のパターンで評価する。小細胞癌は評価しない。

参考文献
1. ↑  Ｅpstein JI, Allsbrook WC Jr, Amin MB, Egevad LL ISUP Grading Committee The 2005 ISUP Consensus Conference on Gleason Grading of Prostatic Carcinoma. Am J Surg Pathol 29:1228-42, 2005

## 治療への反映状況
その後の臨床研究を通じてグリーソンスコアと予後との相関が確認され、前立腺癌の自然史の予測、前立腺摘除後や放射線治療後の再発リスクを評価するうえでも有効なシステムであることが認められ全世界的に普及する病理組織学的分類法となった。
Gleason DF. Classification of prostatic carcinomas. Cancer Chemotherapy
(Rep Part) 1966;50:125-128.
病理医は経直腸的針生検で発見された通常型の前立腺癌を病理診断する際に、このGleason grading systemに基づくグリーソンスコアを計算し泌尿器医に結果を報告している。泌尿器医は臨床所見に基づく臨床病期とグリーソンスコア、PSA値などを参考に患者の予後予測を行ったうえで、治療方針を決定している。